# Word World : Le Monde des mots
Word World : Le Monde des mots (WordWorld) est une série télévisée d'animation ludo-éducative américaine-canadienne-indienne en 52 épisodes de 12 minutes, destinée aux 3-7 ans produite par la station locale WTTW Chicago, Bardel Entertainment, Collideascope, et Crest Animation Studios et diffusée du 3 septembre 2007 au 24 janvier 2011 sur PBS Kids.
En France, elle est diffusée du 25 juin 2008 au 31 mars 2012 sur France 5 dans Zouzous et rediffusée sur France 4 également dans Zouzous.

## Synopsis
Elle est destinée à apprendre l'anglais en construisant des mots anglais avec sous-titrage français. Les personnages (et le décor) sont représentés à l'aide des lettres de leur nom anglais. Ils répètent systématiquement « On va construire un mot, let's build it, let's build it now ! » et « On a construit un mot, We built it, we built it ! ». La répétition favorise la mémorisation par les plus jeunes.
Un DVD est sorti en avril 2011.

## Personnages
- Sheep : le mouton qui aime déguiser Bear.
- Dog : le chien de Duck qui ne parle pas.
- Duck : le canard qui a Frog sur la langue.
- Pig : le cuisinier de l'émission Chef Pig.
- Ant : la fourmi très forte qui aide Pig.
- Frog : la grenouille qui vit près du nid de Duck.
- Bear : l'ours qui aime beaucoup le skateboard ; Bear vit dans une caverne.

## Distribution

### Voix originales
- H.D. Quinn : le narrateur, Dog, Fly, Duck, Ant
- Lenore Zann : Kangaroo, Owl, Tiger
- George Bailey : Bug, Monkey, Pig
- Daryl Ekroth : Frog, Monster, Fox
- Mirm Krigel : Bear, Elephant
- Veronica Taylor : Sheep, Cow, Cat, Bird
- Marc Thompson : Robot, Bee, Shark, Turtle
- Meredith Zeitlin : Fish, Whale

### Voix françaises
- Danielle Avoiof : Bear
- Mark Lesser : Crab, Duck, Shark
- François Berland : le narrateur
- Marc Duquenoy
- Sarah Amsellem
- Danielle Manguin

Version française
- Studio de doublage : HLC Productions
- Direction artistique / Adaptation : Fabrice Ziolkowski